# Сінг-сінг
«Сінг-сінг» (італ. Sing Sing) — італійська комедія з двох новел, що вийшла 15 жовтня 1983 року. Фільм Серджо Корбуччі з Адріано Челентано і Енріко Монтезано у головних ролях. Фільм зскладається з двох самостійних новел.

## Сюжет
Перша новела «Едоардо»
Едоардо (Енріко Монтезано) випадково дізнається, що у нього названі батьки. Його справжній батько — барон, вмирає, але перед смертю повідомляє, що матір'ю Едоардо була «Англійська королева», не встигнувши уточнити, що це прізвисько італійської повії. Але Едоардо поїхав до столиці Англії, де править королева, яка нічого не підозрює.
Друга новела «Богі»
Пародією на дуже популярний у 1970-х роках кіножанр «джалло» (італійський трилер — детектив). Детектив Богі (Адріано Челентано) вирішив завершити свою кар'єру поліціянта, взявшись за справу, в якій він повинен захистити актрису Лінду від зазіхань маніяка, який турбував її телефонними дзвінками з погрозами.

## У ролях
- Адріано Челентано — Богі
- Енріко Монтезано — Едоардо
- Маріна Сума — Лінда
- Франко Джакобіні — барон Орфео делла Торре
- Анджела Гудвін — леді Меріан
- Дезіре Носбуш — терорист
- Карла Монті — матір Едоардо
- Уго Болонья — продюсер
- П'єтро Де Сілва — режисер
- Паоло Панеллі —  Августо Мастронарді
- Родольфо Лагана — Оскаро
- Ванесса Редґрейв — Єлизавета ІІ
- Маріо Чеккі Горі — комісар

## Знімальна група
- Режисер — Серджо Корбуччі;
- Сценарій — Серджо Корбуччі, Франко Ферріні, Енріко Ольдоїні;
- Продюсер — Маріо Чеккі Горі, Вітторіо Чеккі Горі;
- Оператор — Алессандро Д'Ева;
- Композитор — Армандо Тровайолі;
- Художник — Марко Дентічі, Клелія Гонсалес;
- Монтаж — Руджеро Мастроянні.

## Факти
Це не перша спільна робота акторів Адріано Челентано і Енріко Монтезано. До цього фільму вони знімалися разом у картинах «Ось рука» (1980) і «Гранд-готель «Ексельсіор»» (1982).